# N. L. Peschier
N. L. Peschier est un peintre franco-néerlandais mort en 1661.

## Biographie
Actif autour de 1659-1661 à Amsterdam et Leyde, il a influencé David Bailly.
Peintre spécialisé dans les natures mortes, en particulier les vanités, on ne connaît ce peintre que par sa signature sur ses tableaux.
Différents symboles reviennent dans ses œuvres, comme dans la plupart des vanités qui insistent sur la précarité de l'existence humaine. Le sablier et la chandelle qui symbolisent le passage du temps, le crâne qui renvoie à la mort, des sacs d'argent qui insistent sur le caractère éphémère de la richesse et du pouvoir, le violon et des partitions qui font allusion aux plaisirs de l'art et de la musique, des documents chiffonnés pour évoquer la fragilité des choses du monde.

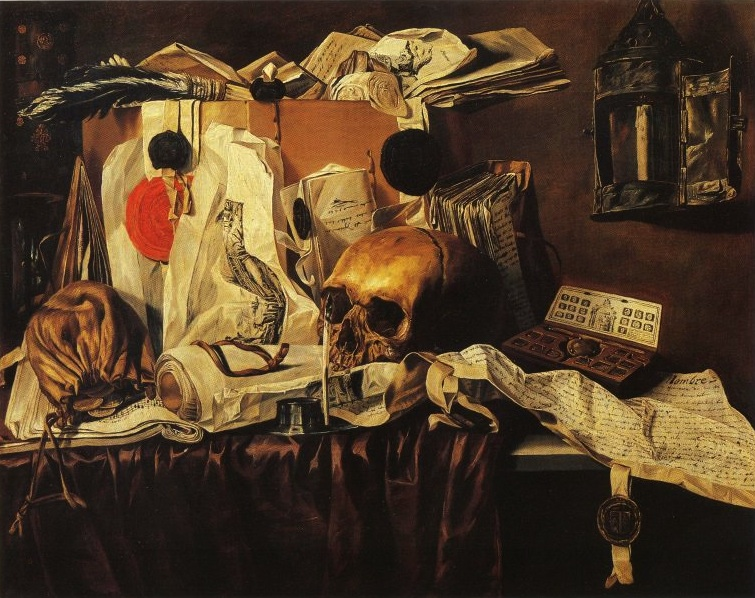
Vanité, Musée des beaux-arts de Montréal.
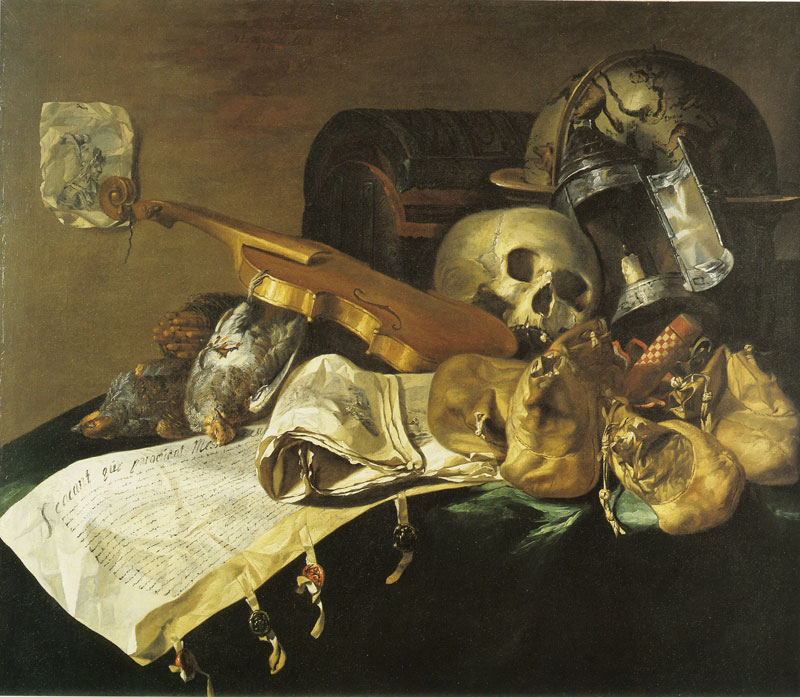
Vanité avec crâne, violon, sacs d'argent et documents, Institut néerlandais.
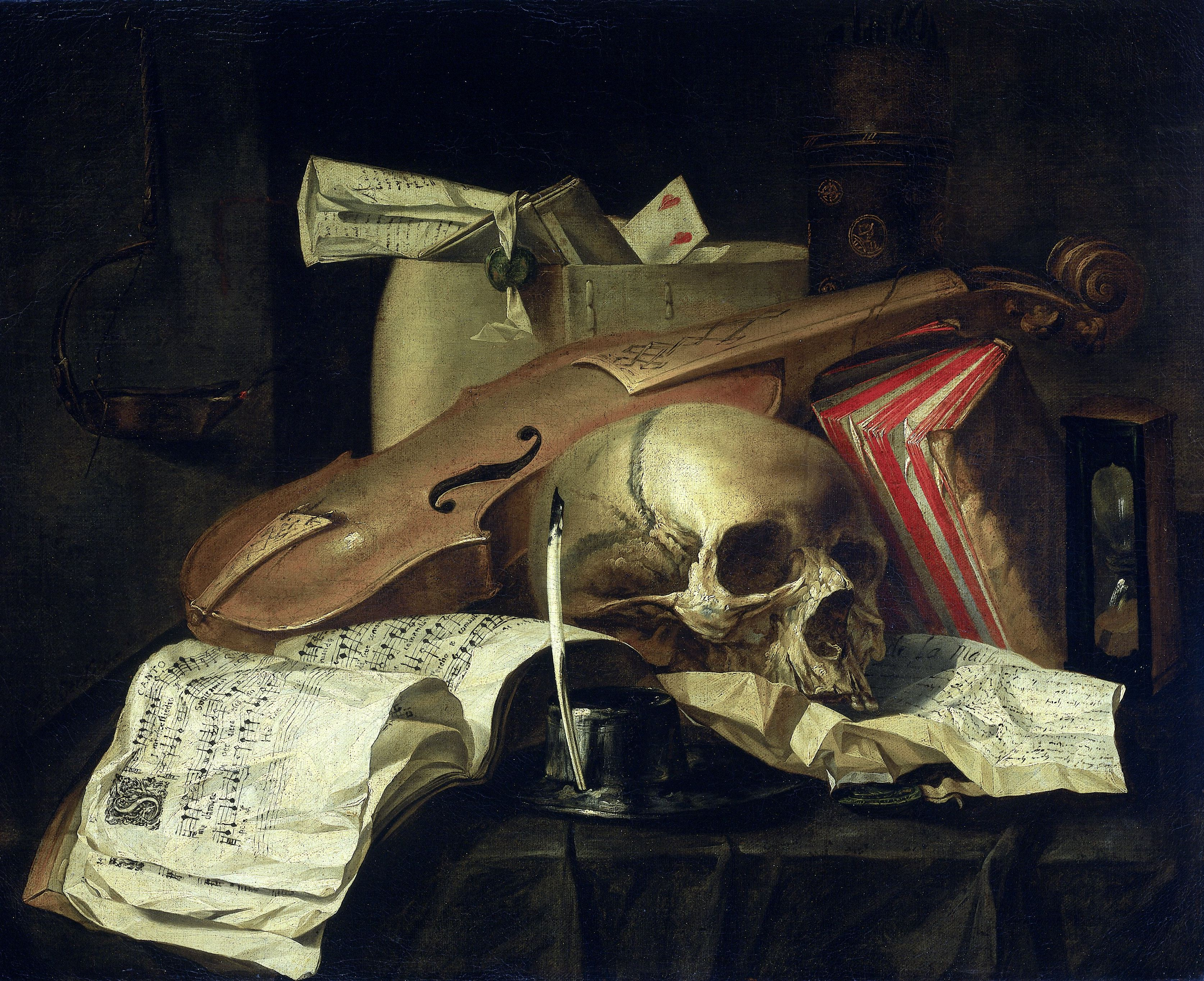
Vanité avec violon, livre, crâne et plume, Rijksmuseum Amsterdam
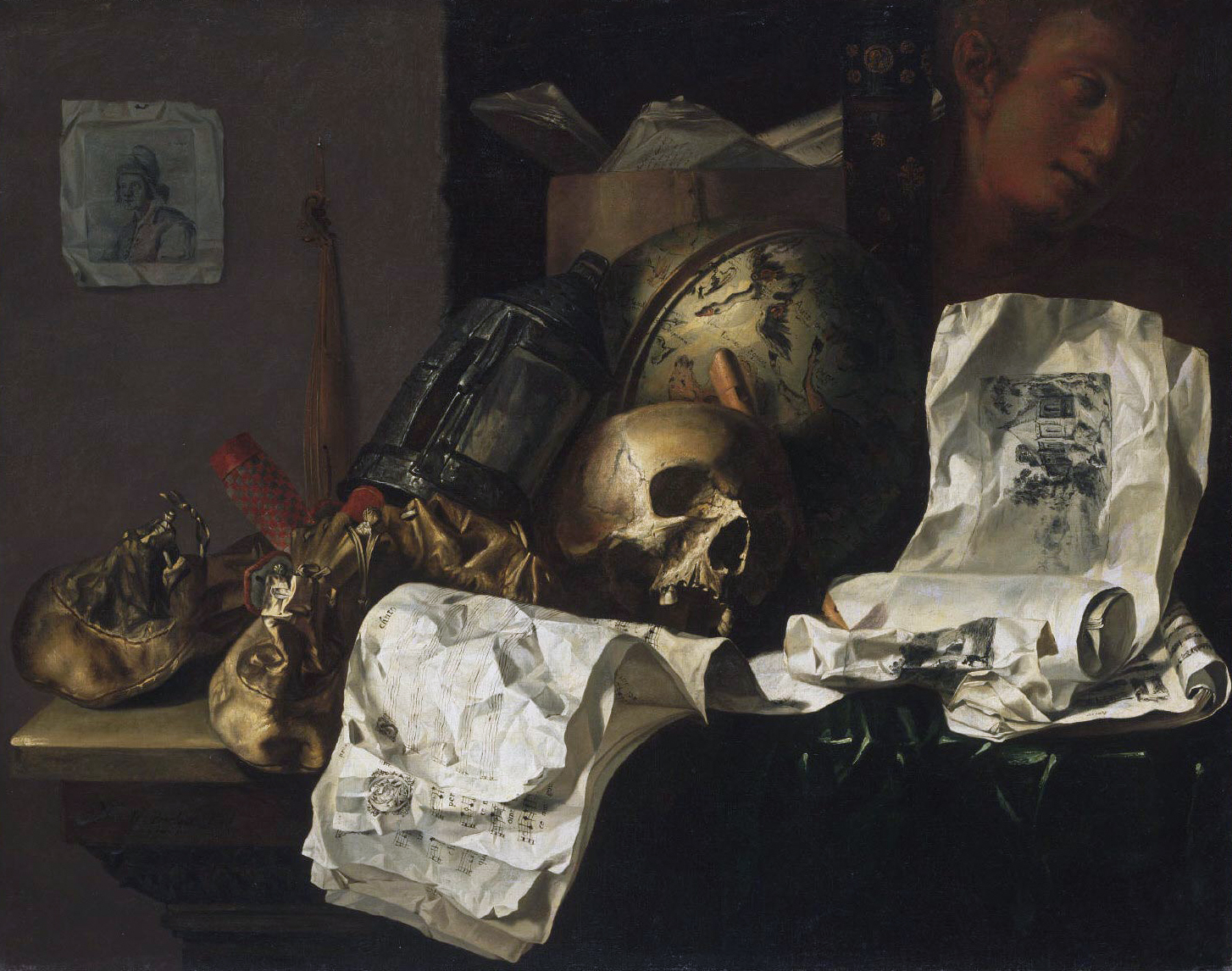
Vanité, Philadelphia Museum of Art.